# 必需品
必需品在经济学概念中，被认为是無論收入水平如何變化，消費者都會購買的財貨，需求的所得彈性≤1，因此使這些財貨對收入變化不那麼敏感，缺乏弹性的需求。
一般食物、自來水、衣服、飲料等，医疗，电都是必需品；汽車、保險、汽油、高級餐館等，則是非必需品。